# 377
| [ Edytuj tabelę ] |                                                             |
| Władca Guptów     | - 375 Ćandragupta II 414                                    |
| Władca Korei      | - 371 Sosurim 384                                           |
| Papież            | - 366 Damazy I 384                                          |
| Król Persji       | - 309 Szapur II 379                                         |
| Cesarz Rzymu      | - 364 Walens 378 - 375 Walentynian II 392 - 375 Gracjan 383 |
| Król Wandalów     | - 359 Godigisel 406                                         |

Rok 377 / CCCLXXVII
stulecia: III wiek ~
IV wiek ~
V wiek

lata: 367 «
372 «
373 «
374 «
375 «
376 «
377
» 378
» 379
» 380
» 381
» 382
» 387

## Wydarzenia
- Azja
  - Udało się mniej więcej opanować bunt Saracenów w Palestynie, Fenicji i na Synaju przeciwko Konstantynopolowi.
- Europa
  - Miała miejsce bitwa Rzymian z Gotami pod Marcjanopolem (zwycięstwo Gotów nad wojskami rzymskimi Lupicyniusza)
  - Miała miejsce bitwa Rzymian z Gotami pod Ad Salices.
  - Cesarz rzymski Gracjan odwiedził Bregencję

## Urodzili się
- Eutymiusz Wielki, święty
- W 377 lub 378 — Arkadiusz, cesarz bizantyński